# نهر جوتاي
نهر جوتاي ( (بالبرتغالية: Rio Jutaí‏) ) هو نهر في ولاية أمازوناس في شمال غرب البرازيل .

## دورة
يتدفق النهر عبر مناطق الغابات الرطبة جوروا-بوروس. يمتد نهر جوتاي شمال شرق البلاد قبل أن يصل إلى فمه على الضفة الجنوبية لنهر الامازون. يقع إلى الغرب من نهر جوروا، وهي موازية تقريبًا للجزء السفلي من نهر جوروا.
تقع محمية كوجوبيم للتنمية المستدامة التي تبلغ مساحتها 2،450،380 هكتارًا (6،055،000 فدان) ، والتي أُنشئت في عام 2003 ، على جانبي النهر في بلدية جوتاي. إنها أكبر وحدة حفظ في أمازوناس وأكبر محمية للتنمية المستدامة في العالم. علاوة على ذلك ، يشكل النهر الحدود بين 275،533 هكتارًا (680،860 فدانًا) محمية ريو جوتي الاستخراجية ، التي تم إنشاؤها في عام 2002 ، إلى الجنوب الشرقي ومحطة جوتاي-سوليموس البيئية إلى الشمال الغربي.